# Křest Krista (Verrocchio, da Vinci)

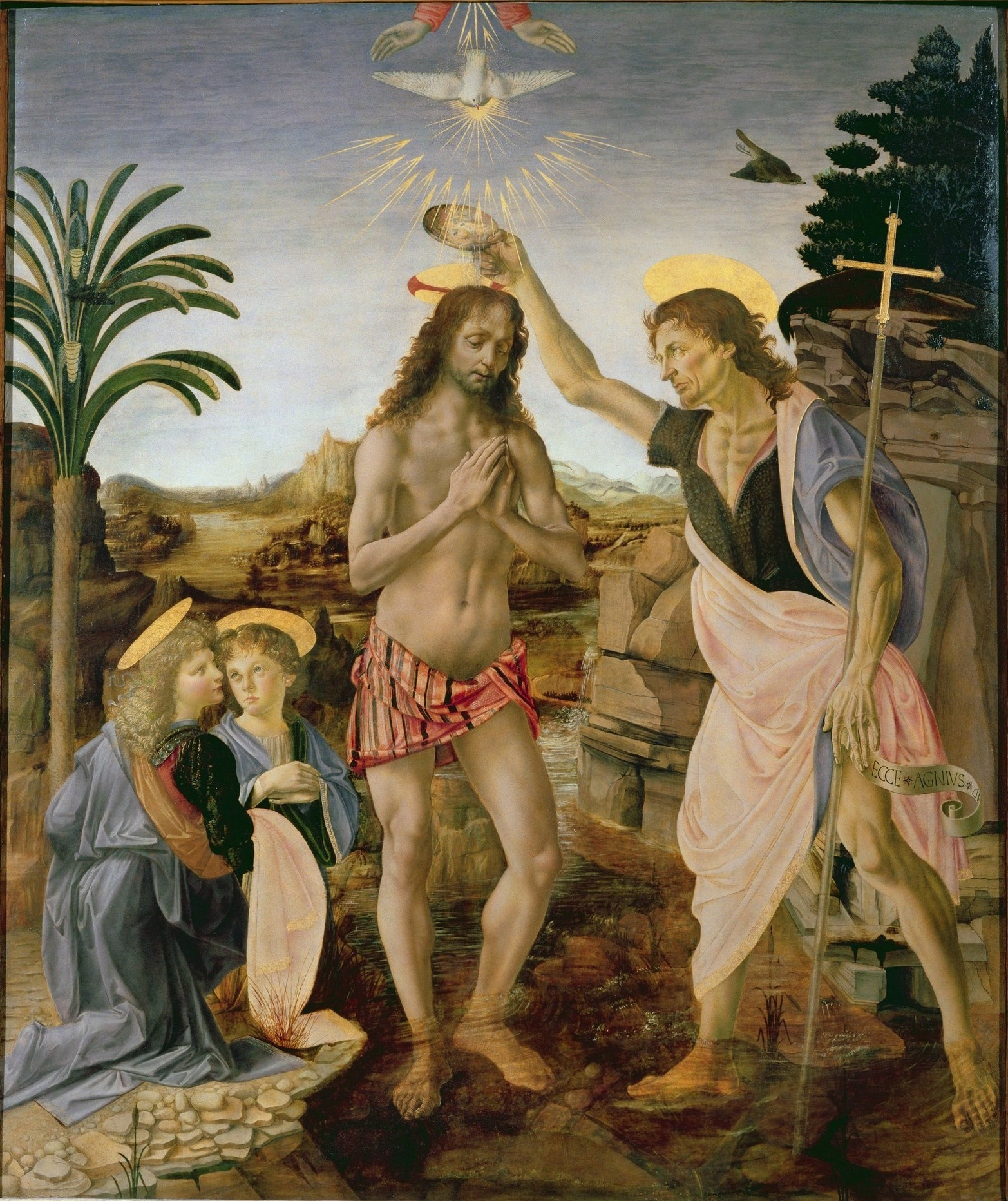
Křest Krista

Křest Krista (italsky Battesimo di Cristo) je desková malba, na níž se autorsky podíleli renesanční umělci Andrea del Verrocchio a jeho žák Leonardo da Vinci.
Andrea del Verrocchio byl florentský malíř, ale především sochař druhé poloviny 15. století. Jeho umělecká dílna byla kulturním centrem, poskytujícím výchovu mladým umělcům nejen v umění, ale i v humanistickým principech, myšlení, ba dokonce v matematice. Křest Krista, nejvýznamnější Verrocchiovo malířské dílo dokončil jeho nejtalentovanější žák Leonardo da Vinci. Podle Vasariho udělal talent mladého Leonarda na del Verrocchia, od něhož existuje jen málo bezpečně doložených děl, takový dojem, že se vzdal dokončení obrazu a přenechal ho svému žákovi. Na základě ikonografického rozboru díla lze určit, kterou část malby namaloval který umělec. Pozadí se skalami a palma, stejně jako postavy sv. Jana Křtitele a Ježíše Krista, nesou rukopis del Verrocchia, ale postava levého anděla dává tušit leonardovské "Sfumato". Někteří odborníci na základě stylových rozdílů soudí, že se na realizaci díla (konkrétně postavy Krista) podílel i třetí umělec (zřejmě jde o dalšího Verrocchiovho žáka Lorenza di Credi).
Malba byla původně určena pro kostel San Salvi ve Florencii. Dílo zachycuje všeobecně známou scénu, popsanou v Novém zákoně (Mt 3, 13 - 17).